# Підошовна вода

Положення у розрізі підошвенних та краєвих вод відносно нафтового покладу

Підошовна вода — пластова вода, яка підстиляє поклад нафти (чи газу) знизу.
Вільні води, які оточують поклад, заповнюючи поровий простір нижче та навколо нього мають назву підошовних та крайових вод залежно від їх положення відносно покладів.
В повністю водоплавній частині покладу (в нафтоносних структурах з невеликими кутами падіння пластів і в пластах з великою товщиною колекторів, де нафта насичує тільки верхню частину пласта) води, які підпирають поклад, називаються підошовними водами.